# Diktel
Diktel é uma cidade do Nepal.